# Campeonato de Fútbol de Costa Rica 2000-2001
La temporada 2000-01 de la Primera División de Costa Rica, fue la edición 82° del torneo de liga de fútbol de dicho país, iniciando en julio de 2000 y finalizando en mayo de 2001.

## Sistema de competición
La temporada de la Primera División está conformada en dos partes:
- Torneo de Apertura: Se integra por las 22 jornadas del certamen, jugándose desde julio hasta enero.
- Torneo de Clausura: Se integra por las 10 jornadas de una hexagonal, más 6 jornadas de una cuadrangular y 2 partidos de la final jugándose desde enero hasta mayo.

El líder del Apertura obtiene un cupo para la gran final por el título, mientras que en el Clausura el equipo que haya sido líder en la cuadrangular accede a la final contra el líder de la otra cuadrangular. En caso de que si un club ocupa el primer lugar del Apertura, y gana la final del Clausura, se proclama campeón automáticamente.
Tanto en el torneo de Apertura como en el Clausura se observará el sistema de puntos. La ubicación en la tabla general está sujeta a lo siguiente:
- Por juego ganado se obtendrán tres puntos.
- Por juego empatado se obtendrá un punto.
- Por juego perdido no se otorgan puntos.

En la fase clasificatoria del Apertura participan los 12 clubes de la máxima categoría jugando durante las 22 jornadas respectivas a visita recíproca, donde el líder obtiene un cupo para una final nacional mientras que el último lugar queda sembrado para un repechaje por la permanencia. Para el Clausura, se hace la división en dos grupos con seis equipos, jugándose entre ellos a visita recíproca para un total de 10 jornadas. Los cuatro mejores en la tabla acceden a una cuadrangular en busca de una final del torneo, mientras que los restantes dos equipos se disputan una cuadrangular en la que el último lugar debe disputar una repesca contra el último de la clasificación del Apertura. Si un mismo club finaliza de último en ambas competencias, desciende de forma automática y, por otro lado, si el líder del primer torneo gana la final del siguiente certamen, los dos juegos adicionales de la final nacional no serían necesarios.
El orden de los clubes al final de las dos vueltas del torneo corresponderá a la suma de los puntos obtenidos por cada uno de ellos y se presentará en forma descendente. Si al finalizar las jornadas por cada torneo, dos o más clubes estuviesen empatados en puntos, su posición en la tabla general será determinada atendiendo a los siguientes criterios de desempate:
1. Mayor diferencia positiva general de goles. Este resultado se obtiene mediante la sumatoria de los goles anotados a todos los rivales, en cada campeonato menos los goles recibidos de estos.
2. Mayor cantidad de goles a favor, anotados a todos los rivales dentro de la misma competencia.
3. Mejor puntuación particular que hayan conseguido en las confrontaciones particulares entre ellos mismos.
4. Mayor diferencia positiva particular de goles, la cual se obtiene sumando los goles de los equipos empatados y restándole los goles recibidos.
5. Mayor cantidad de goles a favor que hayan conseguido en las confrontaciones entre ellos mismos.
6. Como última alternativa, la UNAFUT realizaría un sorteo para el desempate.

## Información de los equipos
| Equipo                     | Entrenador             | Ciudad                  | Estadio          | Capacidad | Fundación      |
| -------------------------- | ---------------------- | ----------------------- | ---------------- | --------- | -------------- |
| A. D. Carmelita            | Ulrich Kowalczyk       | Sarchí, Alajuela        | Eliécer Pérez    | 2 500     | 1948 (52 años) |
| A. D. Limonense            | Leroy Foster           | Limón                   | Juan Gobán       | 3 500     | 1961 (39 años) |
| A. D. Municipal Osa        | Juan Luis Hernández    | Osa, Puntarenas         | Municipal de Osa | 2 500     | 1983 (17 años) |
| A. D. Municipal Puntarenas | Luis Fernández Texeira | Puntarenas              | "Lito" Pérez     | 4 105     | 1952 (49 años) |
| A. D. Santa Bárbara        | William Mejía          | Santa Bárbara, Heredia  | Carlos Alvarado  | 2 000     | 1943 (58 años) |
| A. D. San Carlos           | Daniel Casas           | San Carlos, Alajuela    | Carlos Ugalde    | 5 600     | 1965 (36 años) |
| C. S. Cartaginés           | Josef Pešice           | Cartago                 | "Fello" Meza     | 13 500    | 1906 (94 años) |
| C. S. Herediano            | Odir Jacques           | Heredia                 | Rosabal Cordero  | 8 721     | 1921 (79 años) |
| Deportivo Saprissa         | Evaristo Coronado      | Tibás, San José         | Ricardo Saprissa | 23 112    | 1935 (65 años) |
| L. D. Alajuelense          | Guilherme Farinha      | Alajuela                | Morera Soto      | 17 895    | 1919 (81 años) |
| Pérez Zeledón              | Orlando de León        | Pérez Zeledón, San José | Municipal        | 6 100     | 1991 (9 años)  |
| Santos de Guápiles         | Ronald Mora            | Guápiles, Limón         | Ebal Rodríguez   | 4 500     | 1961 (39 años) |

### Equipos por provincia
| Saprissa Herediano Carmelita Santa Bárbara Alajuelense San Carlos Limonense Pérez Zeledón Cartaginés Osa Santos Puntarenas |

| Provincia  | N.º | Equipos                          |
| ---------- | --- | -------------------------------- |
| Alajuela   | 3   | Alajuelense Carmelita San Carlos |
| San José   | 2   | Deportivo Saprissa Pérez Zeledón |
| Heredia    | 2   | Herediano Santa Bárbara          |
| Limón      | 2   | Santos de Guápiles Limonense     |
| Puntarenas | 2   | Osa Municipal Puntarenas         |
| Cartago    | 1   | Cartaginés                       |

### Ascenso y descenso
| a la Segunda División |
| --------------------- |
| Municipal Goicoechea  |

| a la Primera División |
| --------------------- |
| Municipal Osa         |

## Torneo de Apertura

### Tabla de posiciones
| Pos. | Equipo               | Pts. | PJ | PG | PE | PP | GF | GC | Dif. |
| ---- | -------------------- | ---- | -- | -- | -- | -- | -- | -- | ---- |
| 1.º  | L. D. Alajuelense    | 49   | 22 | 14 | 7  | 1  | 38 | 17 | 21   |
| 2.º  | C. S. Herediano      | 38   | 22 | 11 | 5  | 6  | 40 | 22 | 18   |
| 3.º  | Deportivo Saprissa   | 38   | 22 | 12 | 2  | 8  | 37 | 26 | 11   |
| 4.º  | Santos de Guápiles   | 33   | 22 | 9  | 6  | 7  | 37 | 25 | 12   |
| 5.º  | A. D. San Carlos     | 32   | 22 | 9  | 5  | 8  | 36 | 35 | 1    |
| 6.º  | A. D. Santa Bárbara  | 29   | 22 | 7  | 8  | 7  | 19 | 27 | −8   |
| 7.º  | Pérez Zeledón        | 28   | 22 | 7  | 7  | 8  | 32 | 35 | −3   |
| 8.º  | C. S. Cartaginés     | 28   | 22 | 8  | 4  | 10 | 23 | 26 | −3   |
| 9.º  | A. D. Carmelita      | 28   | 22 | 6  | 10 | 6  | 22 | 28 | −6   |
| 10.º | A. D. Municipal Osa  | 21   | 22 | 4  | 9  | 9  | 24 | 36 | −12  |
| 11.º | A. D. Limonense      | 18   | 22 | 5  | 3  | 14 | 30 | 35 | −5   |
| 12.º | Municipal Puntarenas | 18   | 22 | 4  | 6  | 12 | 19 | 45 | −26  |

|  | Campeón del torneo       |
|  | Repechaje de permanencia |

### Resumen de resultados
| Local / Visita       | ADC   | ADL   | SB    | SC    | CSC   | CSH   | SAP   | LDA   | OSA   | PUN   | MPZ   | SAN   |
| -------------------- | ----- | ----- | ----- | ----- | ----- | ----- | ----- | ----- | ----- | ----- | ----- | ----- |
| A. D. Carmelita      |       | 2 - 1 | 1 - 1 | 0 - 0 | 1 - 1 | 0 - 2 | 1 - 2 | 0 - 0 | 2 - 1 | 1 - 1 | 1 - 3 | 0 - 5 |
| A. D. Limonense      | 0 - 0 |       | 5 - 0 | 3 - 2 | 1 - 2 | 0 - 1 | 0 - 0 | 1 - 1 | 1 - 2 | 6 - 1 | 2 - 1 | 0 - 1 |
| A. D. Santa Bárbara  | 1 - 1 | 1 - 0 |       | 1 - 0 | 1 - 0 | 1 - 1 | 2 - 1 | 1 - 1 | 0 - 0 | 1 - 2 | 0 - 0 | 2 - 1 |
| A. D. San Carlos     | 1 - 0 | 3 - 2 | 3 - 1 |       | 1 - 0 | 3 - 3 | 3 - 1 | 1 - 1 | 3 - 1 | 4 - 1 | 3 - 2 | 3 - 1 |
| C. S. Cartaginés     | 1 - 0 | 1 - 0 | 0 - 1 | 2 - 1 |       | 3 - 2 | 2 - 0 | 0 - 1 | 0 - 1 | 3 - 0 | 1 - 1 | 2 - 1 |
| C. S. Herediano      | 1 - 1 | 1 - 0 | 4 - 0 | 5 - 0 | 2 - 0 |       | 1 - 2 | 0 - 2 | 3 - 0 | 3 - 1 | 3 - 0 | 0 - 1 |
| Deportivo Saprissa   | 3 - 0 | 3 - 2 | 2 - 1 | 1 - 0 | 3 - 0 | 0 - 0 |       | 0 - 2 | 3 - 0 | 5 - 0 | 3 - 4 | 2 - 1 |
| L. D. Alajuelense    | 1 - 2 | 4 - 2 | 2 - 0 | 2 - 1 | 3 - 1 | 2 - 0 | 1 - 0 |       | 1 - 1 | 1 - 0 | 6 - 3 | 2 - 2 |
| Municipal Osa        | 2 - 2 | 5 - 1 | 1 - 1 | 1 - 3 | 2 - 1 | 2 - 2 | 1 - 3 | 1 - 1 |       | 0 - 0 | 1 - 1 | 1 - 1 |
| Municipal Puntarenas | 1 - 2 | 2 - 1 | 1 - 1 | 0 - 0 | 1 - 1 | 1 - 2 | 2 - 0 | 0 - 1 | 3 - 1 |       | 1 - 4 | 1 - 1 |
| Pérez Zeledón        | 1 - 1 | 1 - 2 | 1 - 0 | 2 - 2 | 1 - 0 | 1 - 4 | 1 - 2 | 0 - 1 | 1 - 0 | 2 - 0 |       | 1 - 1 |
| Santos de Guápiles   | 0 - 3 | 1 - 1 | 0 - 2 | 4 - 0 | 2 - 2 | 2 - 0 | 2 - 1 | 1 - 2 | 3 - 0 | 5 - 0 | 1 - 1 |       |

|  | Victoria del equipo local     |
|  | Empate                        |
|  | Victoria del equipo visitante |

## Torneo de Clausura

### Primera ronda

#### Hexagonal A
| Pos. | Equipo               | Pts. | PJ | PG | PE | PP | GF | GC | Dif. |
| ---- | -------------------- | ---- | -- | -- | -- | -- | -- | -- | ---- |
| 1.º  | L. D. Alajuelense    | 25   | 10 | 8  | 1  | 1  | 25 | 10 | 15   |
| 2.º  | C. S. Cartaginés     | 13   | 10 | 4  | 1  | 5  | 10 | 13 | −3   |
| 3.º  | A. D. San Carlos     | 13   | 10 | 4  | 1  | 5  | 10 | 14 | −4   |
| 4.º  | Pérez Zeledón        | 12   | 10 | 3  | 3  | 4  | 18 | 19 | −1   |
| 5.º  | A. D. Municipal Osa  | 12   | 10 | 3  | 3  | 4  | 12 | 16 | −4   |
| 6.º  | Municipal Puntarenas | 10   | 10 | 3  | 1  | 6  | 16 | 19 | −3   |

|  | Cuadrangular por la final       |
|  | Cuadrangular por la permanencia |

#### Hexagonal B
| Pos. | Equipo              | Pts. | PJ | PG | PE | PP | GF | GC | Dif. |
| ---- | ------------------- | ---- | -- | -- | -- | -- | -- | -- | ---- |
| 1.º  | C. S. Herediano     | 20   | 10 | 6  | 2  | 2  | 21 | 12 | 9    |
| 2.º  | Deportivo Saprissa  | 17   | 10 | 5  | 2  | 3  | 26 | 15 | 11   |
| 3.º  | Santos de Guápiles  | 14   | 10 | 3  | 5  | 2  | 9  | 9  | 0    |
| 4.º  | A. D. Carmelita     | 13   | 10 | 3  | 4  | 3  | 14 | 15 | −1   |
| 5.º  | A. D. Limonense     | 11   | 10 | 3  | 2  | 5  | 11 | 19 | −8   |
| 6.º  | A. D. Santa Bárbara | 6    | 10 | 1  | 3  | 6  | 13 | 24 | −11  |

|  | Cuadrangular por la final       |
|  | Cuadrangular por la permanencia |

#### Resumen de resultados
| Local / Visita       | ADC   | ADL   | SB    | SC    | CSC   | CSH   | SAP   | LDA   | OSA   | PUN   | MPZ   | SAN   |
| -------------------- | ----- | ----- | ----- | ----- | ----- | ----- | ----- | ----- | ----- | ----- | ----- | ----- |
| A. D. Carmelita      |       | 2 - 0 | 3 - 2 |       |       | 1 - 3 | 1 - 4 |       |       |       |       | 0 - 0 |
| A. D. Limonense      | 1 - 1 |       | 1 - 0 |       |       | 2 - 1 | 1 - 4 |       | 0 - 0 |       |       |       |
| A. D. Santa Bárbara  | 1 - 1 | 2 - 4 |       |       |       | 2 - 2 | 4 - 2 |       |       |       |       | 0 - 1 |
| A. D. San Carlos     |       |       |       |       | 2 - 0 |       |       | 0 - 2 | 1 - 0 | 1 - 0 | 2 - 1 |       |
| C. S. Cartaginés     |       |       |       | 3 - 1 |       |       |       | 1 - 2 | 1 - 0 | 1 - 0 | 2 - 0 |       |
| C. S. Herediano      | 3 - 1 | 3 - 2 | 3 - 0 |       |       |       | 4 - 1 |       |       |       |       | 1 - 1 |
| Deportivo Saprissa   | 1 - 1 | 5 - 0 | 5 - 0 |       |       | 0 - 1 |       |       |       |       |       | 2 - 1 |
| L. D. Alajuelense    |       |       |       | 1 - 1 | 1 - 0 |       |       |       | 6 - 0 | 5 - 2 | 3 - 1 |       |
| Municipal Osa        |       |       |       | 2 - 0 | 1 - 1 |       |       | 1 - 2 |       | 3 - 2 | 2 - 2 |       |
| Municipal Puntarenas |       |       |       | 2 - 0 | 3 - 1 |       |       | 1 - 2 | 0 - 2 |       | 3 - 1 |       |
| Pérez Zeledón        |       |       |       | 3 - 2 | 3 - 0 |       |       | 3 - 1 | 1 - 1 | 3 - 3 |       |       |
| Santos de Guápiles   | 0 - 2 | 1 - 0 | 2 - 2 |       |       | 1 - 0 | 2 - 2 |       |       |       |       |       |

|  | Victoria del equipo local     |
|  | Empate                        |
|  | Victoria del equipo visitante |

### Segunda ronda

#### Cuadrangular C
| Pos. | Equipo             | Pts. | PJ | PG | PE | PP | GF | GC | Dif. |
| ---- | ------------------ | ---- | -- | -- | -- | -- | -- | -- | ---- |
| 1.º  | L. D. Alajuelense  | 18   | 6  | 6  | 0  | 0  | 16 | 1  | 15   |
| 2.º  | A. D. San Carlos   | 9    | 6  | 3  | 0  | 3  | 13 | 14 | −1   |
| 3.º  | Deportivo Saprissa | 7    | 6  | 2  | 1  | 3  | 8  | 10 | −2   |
| 4.º  | A. D. Carmelita    | 1    | 6  | 0  | 1  | 5  | 3  | 15 | −12  |

|  | Acceso a la final |

| 17 de marzo de 2001, 20:00 | L. D. Alajuelense              | 1:0 (1:0) | A. D. Carmelita | Estadio Morera Soto, Alajuela |                         |
|                            | - Luis Diego Arnáez 39' (pen.) | Reporte   |                 | Árbitro(s): Édgar Durán       | Árbitro(s): Édgar Durán |

| 17 de marzo de 2001, 20:00 | Deportivo Saprissa | 5:3 (1:2) | A. D. San Carlos                                                                                      | Estadio Ricardo Saprissa, Tibás, San José |                             |
|                            | - Rayner Robinson 34' (Alonso Solís ) 52' (Jeaustin Campos ) - Rolando Fonseca 55' (Alonso Solís ) - Roy Myers 71' (Rolando Fonseca ) - Kervin Lacey 87' (Rolando Fonseca ) | Reporte   | - Benigno Guido 9' (Wilberth Castro ) - Alexander Víquez 26' (José Rojas ) - Wilson Alfaro 90' (t.l.) | Árbitro(s): Rodrigo Badilla               | Árbitro(s): Rodrigo Badilla |

| 1 de abril de 2001, 11:00 | Deportivo Saprissa | 0:2 (0:1) | L. D. Alajuelense                                               | Estadio Ricardo Saprissa, Tibás, San José |                            |
|                           |                    | Reporte   | - Steven Bryce 28' (Erick Jiménez ) - Javier Delgado 83' (pen.) | Árbitro(s): William Mattus                | Árbitro(s): William Mattus |

| 1 de abril de 2001, 15:00 | A. D. Carmelita             | 1:2 (1:1) | A. D. San Carlos                           | Estadio Eliécer Pérez, Sarchí, Alajuela |                             |
|                           | - Johnny Murillo 44' (pen.) | Reporte   | - Martín Estrada 42' - Víctor Abelenda 73' | Árbitro(s): Clareth Jiménez             | Árbitro(s): Clareth Jiménez |

| 8 de abril de 2001, 11:00 | A. D. Carmelita                       | 1:1 (1:0) | Deportivo Saprissa                      | Estadio Eliécer Pérez, Sarchí, Alajuela |                         |
|                           | - Luis Diego Mejías 33' (Carl Davis ) | Reporte   | - Rolando Fonseca 90+1' (Kervin Lacey ) | Árbitro(s): Édgar Durán                 | Árbitro(s): Édgar Durán |

| 8 de abril de 2001, 16:00 | A. D. San Carlos            | 1:3 (1:0) | L. D. Alajuelense                                                                    | Estadio Carlos Ugalde, San Carlos, Alajuela |                            |
|                           | - Harold Wallace 34' (a.g.) | Reporte   | - Rolando Corella 62' (a.g.) - Erick Jiménez 82' (Allan Oviedo ) - Carlos Castro 88' | Árbitro(s): Greivin Porras                  | Árbitro(s): Greivin Porras |

| 15 de abril de 2001, 16:00 | A. D. San Carlos                                           | 2:0 (0:0) | Deportivo Saprissa | Estadio Carlos Ugalde, San Carlos, Alajuela |                            |
|                            | - Luis Martínez 51' (Martín Estrada ) 84' (Johnny Cubero ) | Reporte   |                    | Árbitro(s): Luis Rodríguez                  | Árbitro(s): Luis Rodríguez |

| 15 de abril de 2001, 16:00 | A. D. Carmelita | 0:4 (0:3) | L. D. Alajuelense | Estadio Eliécer Pérez, Sarchí, Alajuela |                           |
|                            |                 | Reporte   | - Luis Marín 3' (Kenneth Paniagua ) - Allan Oviedo 28' (Alexander Castro ) 41' (Carlos Castro ) - Erick Jiménez 80' (Heriberto Quirós ) | Árbitro(s): Freddy Zamora               | Árbitro(s): Freddy Zamora |

| 29 de abril de 2001, 11:00 | L. D. Alajuelense                                                  | 2:0 (1:0) | Deportivo Saprissa | Estadio Morera Soto, Alajuela |                            |
|                            | - Steven Bryce 30' (Pablo Izaguirre ) - Pablo Izaguirre 66' (t.l.) | Reporte   |                    | Árbitro(s): Wálter Quesada    | Árbitro(s): Wálter Quesada |

| 29 de abril de 2001, 11:00 | A. D. San Carlos | 5:1 (1:0) | A. D. Carmelita                           | Estadio Carlos Ugalde, San Carlos, Alajuela |                             |
|                            | - Johnny Cubero 7' (Luis Martínez ) 88' (Carlos Clark ) - Juan José Rodríguez 59' (Wilberth Castro ) - Luis Martínez 65' (Wilberth Castro ) - Wilberth Castro 81' | Reporte   | - Alessandro Moreira 90' (Gustavo Pérez ) | Árbitro(s): Rodrigo Badilla                 | Árbitro(s): Rodrigo Badilla |

| 1 de mayo de 2001, 11:00 | L. D. Alajuelense                                                                                   | 4:0 (1:0) | A. D. San Carlos | Estadio Morera Soto, Alajuela |                             |
|                          | - Claudio Ciccia 2' (Leonardo Durán ) - Josef Miso 53' (Claudio Ciccia ) 81' - Heriberto Quirós 88' | Reporte   |                  | Árbitro(s): Clareth Jiménez   | Árbitro(s): Clareth Jiménez |

| 1 de mayo de 2001, 11:00 | Deportivo Saprissa                                       | 2:0 (1:0) | A. D. Carmelita | Estadio Ricardo Saprissa, Tibás, San José |                               |
|                          | - Vicente Rocela 45' - Kervin Lacey 60' (Juan Esquivel ) | Reporte   |                 | Árbitro(s): Ave María Alpízar             | Árbitro(s): Ave María Alpízar |

#### Cuadrangular D
| Pos. | Equipo             | Pts. | PJ | PG | PE | PP | GF | GC | Dif. |
| ---- | ------------------ | ---- | -- | -- | -- | -- | -- | -- | ---- |
| 1.º  | C. S. Herediano    | 11   | 6  | 3  | 2  | 1  | 9  | 4  | 5    |
| 2.º  | C. S. Cartaginés   | 8    | 6  | 2  | 2  | 2  | 9  | 7  | 2    |
| 3.º  | Santos de Guápiles | 8    | 6  | 2  | 2  | 2  | 3  | 6  | −3   |
| 4.º  | Pérez Zeledón      | 5    | 6  | 1  | 2  | 3  | 6  | 10 | −4   |

|  | Acceso a la final |

| 17 de marzo de 2001, 20:00 | C. S. Herediano | 4:0 (0:0) | Pérez Zeledón | Estadio Rosabal Cordero, Heredia |                            |
|                            | - Juan Carlos Arguedas 47' (Marcos Hernández ) 65' (Minor Díaz ) - Minor Díaz 68' (Juan Carlos Arguedas ) - Rodrigo Cordero 71' (t.l.) | Reporte   |               | Árbitro(s): Wálter Quesada       | Árbitro(s): Wálter Quesada |

| 17 de marzo de 2001, 20:00 | C. S. Cartaginés                                                  | 2:0 (2:0) | Santos de Guápiles | Estadio "Fello" Meza, Cartago |                            |
|                            | - Esteban Santana 21' (Hugo Madrigal ) - Whayne Wilson 45' (pen.) | Reporte   |                    | Árbitro(s): Greivin Porras    | Árbitro(s): Greivin Porras |

| 1 de abril de 2001, 15:00 | Pérez Zeledón                                                   | 3:0 (1:0) | Santos de Guápiles | Estadio Municipal, Pérez Zeledón, San José |                               |
|                           | - Michael Myers 28' 47' (Taylor Morales ) 55' (Taylor Morales ) | Reporte   |                    | Árbitro(s): Ave María Alpízar              | Árbitro(s): Ave María Alpízar |

| 1 de abril de 2001, 17:00 | C. S. Cartaginés                     | 1:1 (1:1) | C. S. Herediano               | Estadio Ricardo Saprissa, Tibás, San José |                            |
|                           | - Jewison Bennett 28' (José Brenes ) | Reporte   | - Vinicio Alvarado 13' (a.g.) | Árbitro(s): Luis Rodríguez                | Árbitro(s): Luis Rodríguez |

| 7 de abril de 2001, 20:00 | Santos de Guápiles                          | 1:0 (0:0) | C. S. Herediano | Estadio Ebal Rodríguez, Guápiles, Limón |                             |
|                           | - Jeremy Arias 83' (José Francisco Alfaro ) | Reporte   |                 | Árbitro(s): Rodrigo Badilla             | Árbitro(s): Rodrigo Badilla |

| 8 de abril de 2001, 11:00 | Pérez Zeledón                                                                 | 2:2 (1:2) | C. S. Cartaginés                                              | Estadio Municipal, Pérez Zeledón, San José |                          |
|                           | - Marvin Chinchilla 12' (Géiner Segura ) - Taylor Morales 59' (Farlen Ilama ) | Reporte   | - Whayne Wilson 1' (Sergio Martínez ) - José Brenes 6' (t.l.) | Árbitro(s): Olger Mejías                   | Árbitro(s): Olger Mejías |

| 15 de abril de 2001, 11:00 | Pérez Zeledón                            | 1:2 (0:0) | C. S. Herediano                                            | Estadio Municipal, Pérez Zeledón, San José |                          |
|                            | - Taylor Morales 65' (Freddy Fernández ) | Reporte   | - Bernard Mullins 86' (Austin Makachia ) 90' (Minor Díaz ) | Árbitro(s): Vinicio Mena                   | Árbitro(s): Vinicio Mena |

| 21 de abril de 2001, 20:00 | Santos de Guápiles                                                    | 2:1 (1:0) | C. S. Cartaginés                       | Estadio Ebal Rodríguez, Guápiles, Limón |                             |
|                            | - Óscar Salas 3' (Jeremy Arias ) - Carlos Wanchope 62' (Óscar Salas ) | Reporte   | - Whayne Wilson 56' (Esteban Santana ) | Árbitro(s): Clareth Jiménez             | Árbitro(s): Clareth Jiménez |

| 29 de abril de 2001, 11:00 | C. S. Herediano                                                                 | 2:1 (0:0) | C. S. Cartaginés           | Estadio Rosabal Cordero, Heredia |                          |
|                            | - Arnaldo Lopes 81' (Gilberth Solano ) - Bernard Mullins 87' (Gilberth Solano ) | Reporte   | - Whayne Wilson 90' (pen.) | Árbitro(s): Olger Mejías         | Árbitro(s): Olger Mejías |

| 29 de abril de 2001, 11:00 | Santos de Guápiles | 0:0     | Pérez Zeledón | Estadio Ebal Rodríguez, Guápiles, Limón |                             |
|                            |                    | Reporte |               | Árbitro(s): Federico Vargas             | Árbitro(s): Federico Vargas |

| 1 de mayo de 2001, 11:00 | C. S. Herediano | 0:0     | Santos de Guápiles | Estadio Rosabal Cordero, Heredia |                            |
|                          |                 | Reporte |                    | Árbitro(s): Luis Rodríguez       | Árbitro(s): Luis Rodríguez |

| 1 de mayo de 2001, 11:00 | C. S. Cartaginés                                              | 2:0 (2:0) | Pérez Zeledón | Estadio José Joaquín Barquero, Paraíso, Cartago |                                |
|                          | - Esteban Santana 31' (Leonardo Moreira ) - Hugo Madrigal 38' | Reporte   |               | Árbitro(s): Alessandro Jiménez                  | Árbitro(s): Alessandro Jiménez |

#### Cuadrangular E
| Pos. | Equipo               | Pts. | PJ | PG | PE | PP | GF | GC | Dif. |
| ---- | -------------------- | ---- | -- | -- | -- | -- | -- | -- | ---- |
| 1.º  | A. D. Municipal Osa  | 10   | 6  | 3  | 1  | 2  | 8  | 6  | 2    |
| 2.º  | A. D. Limonense      | 9    | 6  | 3  | 0  | 3  | 7  | 9  | −2   |
| 3.º  | A. D. Santa Bárbara  | 8    | 6  | 2  | 2  | 2  | 8  | 7  | 1    |
| 4.º  | Municipal Puntarenas | 7    | 6  | 2  | 1  | 3  | 8  | 9  | −1   |

|  | Repechaje de permanencia |

| 18 de marzo de 2001, 11:00 | A. D. Municipal Osa | 0:0     | A. D. Santa Bárbara | Estadio Municipal de Osa, Osa, Puntarenas |                             |
|                            |                     | Reporte |                     | Árbitro(s): Federico Vargas               | Árbitro(s): Federico Vargas |

| 18 de marzo de 2001, 11:00 | A. D. Limonense                 | 2:1 (1:1) | A. D. Municipal Puntarenas      | Estadio Juan Gobán, Limón |                          |
|                            | - Víctor Núñez 45+3' 73' (pen.) | Reporte   | - Hugo Soto 37' (Ricardo Lara ) | Árbitro(s): Olger Mejías  | Árbitro(s): Olger Mejías |

| 31 de marzo de 2001, 15:00 | A. D. Limonense                                                                     | 3:1 (1:0) | A. D. Municipal Osa                    | Estadio Juan Gobán, Limón  |                            |
|                            | - Trino de la O 4' (t.l.) - Víctor Núñez 48' (Trino de la O ) 64' (Roger Skeeling ) | Reporte   | - Cristian Portilla 61' (Roger Gómez ) | Árbitro(s): Jhoccer Molina | Árbitro(s): Jhoccer Molina |

| 4 de abril de 2001, 20:00 | A. D. Santa Bárbara                                      | 2:2 (1:0) | A. D. Municipal Puntarenas                                                | Estadio Carlos Alvarado, Santa Bárbara, Heredia |                          |
|                           | - Olman Oviedo 30' (Athim Rooper ) - Vinicio Montero 85' | Reporte   | - Elvin Fonseca 62' (Johnny Arias ) - Fermín Morales 73' (Elvin Fonseca ) | Árbitro(s): Vinicio Mena                        | Árbitro(s): Vinicio Mena |

| 8 de abril de 2001, 11:00 | A. D. Santa Bárbara                                             | 3:0 (0:0) | A. D. Limonense | Estadio Carlos Alvarado, Santa Bárbara, Heredia |                             |
|                           | - Olman Oviedo 46' (Gustavo Martínez ) 61' - Kenneth Vargas 88' | Reporte   |                 | Árbitro(s): Federico Vargas                     | Árbitro(s): Federico Vargas |

| 8 de abril de 2001, 11:00 | A. D. Municipal Puntarenas | 0:2 (0:1) | A. D. Municipal Osa                                                | Estadio "Lito" Pérez, Puntarenas |                            |
|                           |                            | Reporte   | - Gustavo Vecchiarelli 37' (Erick Matarrita ) - Ricardo Oviedo 62' | Árbitro(s): Wálter Quesada       | Árbitro(s): Wálter Quesada |

| 11 de abril de 2001, 11:00 | A. D. Municipal Puntarenas                         | 2:0 (1:0) | A. D. Limonense | Estadio "Lito" Pérez, Puntarenas |                            |
|                            | - Fabiano Luz 32' (Noel Cubillo ) 59' (Hugo Soto ) | Reporte   |                 | Árbitro(s): Jhoccer Molina       | Árbitro(s): Jhoccer Molina |

| 15 de abril de 2001, 11:00 | A. D. Santa Bárbara                                        | 2:1 (1:1) | A. D. Municipal Osa     | Estadio Carlos Alvarado, Santa Bárbara, Heredia |                               |
|                            | - Olman Oviedo 23' - Cristian Carrillo 73' (Olman Oviedo ) | Reporte   | - Donald Santamaría 32' | Árbitro(s): Ave María Alpízar                   | Árbitro(s): Ave María Alpízar |

| 29 de abril de 2001, 11:00 | A. D. Municipal Osa                                              | 2:1 (2:1) | A. D. Limonense                      | Estadio Municipal de Osa, Osa, Puntarenas |                            |
|                            | - Ronald Vega 19' (Cristian Portilla ) 27' (Christian Portilla ) | Reporte   | - Víctor Núñez 8' (Ricardo Maxwell ) | Árbitro(s): Greivin Porras                | Árbitro(s): Greivin Porras |

| 29 de abril de 2001, 11:00 | A. D. Municipal Puntarenas                                                                             | 3:1 (1:1) | A. D. Santa Bárbara               | Estadio "Lito" Pérez, Puntarenas |                               |
|                            | - Leiner Villalobos 45' (Hugo Soto ) - Mario Barrantes 65' (pen.) - Ronald Chaves 86' (Elvin Fonseca ) | Reporte   | - Olman Oviedo 22' (Roy Ramírez ) | Árbitro(s): Alexandro Jiménez    | Árbitro(s): Alexandro Jiménez |

| 1 de mayo de 2001, 11:00 | A. D. Municipal Osa                                             | 2:0 (1:0) | A. D. Municipal Puntarenas | Estadio Municipal de Osa, Osa, Puntarenas |                            |
|                          | - Carlos Murillo 5' (pen.) - Erick Matarrita 76' (Ronald Vega ) | Reporte   |                            | Árbitro(s): Jhoccer Molina                | Árbitro(s): Jhoccer Molina |

| 1 de mayo de 2001, 11:00 | A. D. Limonense                           | 1:0 (1:0) | A. D. Santa Bárbara | Estadio Juan Gobán, Limón |                           |
|                          | - Billy Flemmings 20' (Cristian Aguilar ) | Reporte   |                     | Árbitro(s): Freddy Zamora | Árbitro(s): Freddy Zamora |

### Final

#### Alajuelense vs. Herediano
| 6 de mayo de 2001, 11:00 | C. S. Herediano                      | 1:0 (0:0) | L. D. Alajuelense | Estadio Rosabal Cordero, Heredia |                             |
|                          | - Gilberth Solano 79' (Try Benneth ) | Reporte   |                   | Árbitro(s): Rodrigo Badilla      | Árbitro(s): Rodrigo Badilla |

| 9 de mayo de 2001, 20:00 | L. D. Alajuelense                                                                   | 3:0 (2:0) | C. S. Herediano | Estadio Morera Soto, Alajuela |                         |
|                          | - Josef Miso 19' (t.l.) 32' (Steven Bryce ) - Mauricio Solís 80' (Pablo Izaguirre ) | Reporte   |                 | Árbitro(s): Édgar Durán       | Árbitro(s): Édgar Durán |

#### Final - ida
| -     | POR   | Hermidio Barrantes |     |
|       | DEF   | Robert Arias       |     |
|       | DEF   | Austin Berry       |     |
|       | DEF   | Leonardo González  |     |
|       | DEF   | Floyd Guthrie      |     |
|       | MED   | Rodrigo Cordero    |     |
|       | MED   | Marcos Hernández   | 77' |
|       | MED   | Austin Makachia    |     |
|       | MED   | Arnaldo Lopes      | 62' |
|       | DEL   | Bernard Mullins    | 67' |
|       | DEL   | Minor Díaz         |     |
| D. T. | D. T. | Odir Jacques       |     |

| -     | POR   | Ricardo González  |     |
|       | DEF   | Harold Wallace    | 33' |
|       | DEF   | Luis Marín        |     |
|       | DEF   | Javier Delgado    |     |
|       | DEF   | Pablo Chinchilla  |     |
|       | MED   | Carlos Castro     |     |
|       | MED   | Mauricio Solís    |     |
|       | MED   | Wilmer López      |     |
|       | MED   | Steven Bryce      |     |
|       | DEL   | Erick Jiménez     | 77' |
|       | DEL   | Allan Oviedo      | 69' |
| D. T. | D. T. | Guilherme Farinha |     |

| - | Delantero      | Gilberth Solano      | 62' |
|   | Centrocampista | Juan Carlos Arguedas | 67' |
|   | Defensa        | Try Benneth          | 77' |

| - | Centrocampista | Pablo Izaguirre  | 33' |
|   | Centrocampista | Carlos Espinoza  | 69' |
|   | Centrocampista | Heriberto Quirós | 77' |

| 79' | Gilberth Solano | 1:0 |

| Principal  | Rodrigo Badilla |
| Asistentes | Erick Mora      |
|            | Luis Román      |

| -     | POR   | Hermidio Barrantes |     |
|       | DEF   | Robert Arias       |     |
|       | DEF   | Austin Berry       |     |
|       | DEF   | Leonardo González  |     |
|       | DEF   | Floyd Guthrie      |     |
|       | MED   | Rodrigo Cordero    |     |
|       | MED   | Marcos Hernández   | 77' |
|       | MED   | Austin Makachia    |     |
|       | MED   | Arnaldo Lopes      | 62' |
|       | DEL   | Bernard Mullins    | 67' |
|       | DEL   | Minor Díaz         |     |
| D. T. | D. T. | Odir Jacques       |     |

| -     | POR   | Ricardo González  |     |
|       | DEF   | Harold Wallace    | 33' |
|       | DEF   | Luis Marín        |     |
|       | DEF   | Javier Delgado    |     |
|       | DEF   | Pablo Chinchilla  |     |
|       | MED   | Carlos Castro     |     |
|       | MED   | Mauricio Solís    |     |
|       | MED   | Wilmer López      |     |
|       | MED   | Steven Bryce      |     |
|       | DEL   | Erick Jiménez     | 77' |
|       | DEL   | Allan Oviedo      | 69' |
| D. T. | D. T. | Guilherme Farinha |     |

| - | Delantero      | Gilberth Solano      | 62' |
|   | Centrocampista | Juan Carlos Arguedas | 67' |
|   | Defensa        | Try Benneth          | 77' |

| - | Centrocampista | Pablo Izaguirre  | 33' |
|   | Centrocampista | Carlos Espinoza  | 69' |
|   | Centrocampista | Heriberto Quirós | 77' |

| 79' | Gilberth Solano | 1:0 |

| Principal  | Rodrigo Badilla |
| Asistentes | Erick Mora      |
|            | Luis Román      |

| -     | POR   | Hermidio Barrantes |     |
|       | DEF   | Robert Arias       |     |
|       | DEF   | Austin Berry       |     |
|       | DEF   | Leonardo González  |     |
|       | DEF   | Floyd Guthrie      |     |
|       | MED   | Rodrigo Cordero    |     |
|       | MED   | Marcos Hernández   | 77' |
|       | MED   | Austin Makachia    |     |
|       | MED   | Arnaldo Lopes      | 62' |
|       | DEL   | Bernard Mullins    | 67' |
|       | DEL   | Minor Díaz         |     |
| D. T. | D. T. | Odir Jacques       |     |

| -     | POR   | Ricardo González  |     |
|       | DEF   | Harold Wallace    | 33' |
|       | DEF   | Luis Marín        |     |
|       | DEF   | Javier Delgado    |     |
|       | DEF   | Pablo Chinchilla  |     |
|       | MED   | Carlos Castro     |     |
|       | MED   | Mauricio Solís    |     |
|       | MED   | Wilmer López      |     |
|       | MED   | Steven Bryce      |     |
|       | DEL   | Erick Jiménez     | 77' |
|       | DEL   | Allan Oviedo      | 69' |
| D. T. | D. T. | Guilherme Farinha |     |

| - | Delantero      | Gilberth Solano      | 62' |
|   | Centrocampista | Juan Carlos Arguedas | 67' |
|   | Defensa        | Try Benneth          | 77' |

| - | Centrocampista | Pablo Izaguirre  | 33' |
|   | Centrocampista | Carlos Espinoza  | 69' |
|   | Centrocampista | Heriberto Quirós | 77' |

| 79' | Gilberth Solano | 1:0 |

| Principal  | Rodrigo Badilla |
| Asistentes | Erick Mora      |
|            | Luis Román      |

| -     | POR   | Hermidio Barrantes |     |
|       | DEF   | Robert Arias       |     |
|       | DEF   | Austin Berry       |     |
|       | DEF   | Leonardo González  |     |
|       | DEF   | Floyd Guthrie      |     |
|       | MED   | Rodrigo Cordero    |     |
|       | MED   | Marcos Hernández   | 77' |
|       | MED   | Austin Makachia    |     |
|       | MED   | Arnaldo Lopes      | 62' |
|       | DEL   | Bernard Mullins    | 67' |
|       | DEL   | Minor Díaz         |     |
| D. T. | D. T. | Odir Jacques       |     |

| -     | POR   | Ricardo González  |     |
|       | DEF   | Harold Wallace    | 33' |
|       | DEF   | Luis Marín        |     |
|       | DEF   | Javier Delgado    |     |
|       | DEF   | Pablo Chinchilla  |     |
|       | MED   | Carlos Castro     |     |
|       | MED   | Mauricio Solís    |     |
|       | MED   | Wilmer López      |     |
|       | MED   | Steven Bryce      |     |
|       | DEL   | Erick Jiménez     | 77' |
|       | DEL   | Allan Oviedo      | 69' |
| D. T. | D. T. | Guilherme Farinha |     |

| - | Delantero      | Gilberth Solano      | 62' |
|   | Centrocampista | Juan Carlos Arguedas | 67' |
|   | Defensa        | Try Benneth          | 77' |

| - | Centrocampista | Pablo Izaguirre  | 33' |
|   | Centrocampista | Carlos Espinoza  | 69' |
|   | Centrocampista | Heriberto Quirós | 77' |

| 79' | Gilberth Solano | 1:0 |

| Principal  | Rodrigo Badilla |
| Asistentes | Erick Mora      |
|            | Luis Román      |

#### Final - vuelta
| -     | POR   | Ricardo González  |     |
|       | DEF   | Harold Wallace    |     |
|       | DEF   | Luis Marín        |     |
|       | DEF   | Javier Delgado    |     |
|       | DEF   | Pablo Chinchilla  |     |
|       | DEF   | Carlos Castro     |     |
|       | MED   | Mauricio Solís    |     |
|       | MED   | Wilmer López      |     |
|       | MED   | Steven Bryce      | 85' |
|       | DEL   | Erick Jiménez     | 62' |
|       | DEL   | Josef Miso        | 73' |
| D. T. | D. T. | Guilherme Farinha |     |

| -     | POR   | Hermidio Barrantes |     |
|       | DEF   | Robert Arias       |     |
|       | DEF   | Austin Berry       |     |
|       | DEF   | Leonardo González  | 65' |
|       | DEF   | Geovanny Jara      |     |
|       | MED   | Rodrigo Cordero    | 62' |
|       | MED   | Marcos Hernández   |     |
|       | MED   | Austin Makachia    |     |
|       | MED   | Floyd Guthrie      | 46' |
|       | DEL   | Bernard Mullins    |     |
|       | DEL   | Minor Díaz         |     |
| D. T. | D. T. | Odir Jacques       |     |

| - | Defensa        | Sandro Alfaro     | 62' |
|   | Centrocampista | Pablo Izaguirre   | 73' |
|   | Centrocampista | Luis Diego Arnáez | 85' |

| - | Defensa        | Try Benneth     | 46' |
|   | Centrocampista | Arnaldo Lopes   | 62' |
|   | Delantero      | Gilberth Solano | 65' |

| 19' (t.l.) · 32' · 80' | Josef Miso Mauricio Solís | 1:0 2:0 3:0 |

| 57' | Pablo Chinchilla |

| 57' | Try Benneth |

| Principal  | Édgar Durán |
| Asistentes | Leonel Leal |
|            | Édgar Mora  |

| -     | POR   | Ricardo González  |     |
|       | DEF   | Harold Wallace    |     |
|       | DEF   | Luis Marín        |     |
|       | DEF   | Javier Delgado    |     |
|       | DEF   | Pablo Chinchilla  |     |
|       | DEF   | Carlos Castro     |     |
|       | MED   | Mauricio Solís    |     |
|       | MED   | Wilmer López      |     |
|       | MED   | Steven Bryce      | 85' |
|       | DEL   | Erick Jiménez     | 62' |
|       | DEL   | Josef Miso        | 73' |
| D. T. | D. T. | Guilherme Farinha |     |

| -     | POR   | Hermidio Barrantes |     |
|       | DEF   | Robert Arias       |     |
|       | DEF   | Austin Berry       |     |
|       | DEF   | Leonardo González  | 65' |
|       | DEF   | Geovanny Jara      |     |
|       | MED   | Rodrigo Cordero    | 62' |
|       | MED   | Marcos Hernández   |     |
|       | MED   | Austin Makachia    |     |
|       | MED   | Floyd Guthrie      | 46' |
|       | DEL   | Bernard Mullins    |     |
|       | DEL   | Minor Díaz         |     |
| D. T. | D. T. | Odir Jacques       |     |

| - | Defensa        | Sandro Alfaro     | 62' |
|   | Centrocampista | Pablo Izaguirre   | 73' |
|   | Centrocampista | Luis Diego Arnáez | 85' |

| - | Defensa        | Try Benneth     | 46' |
|   | Centrocampista | Arnaldo Lopes   | 62' |
|   | Delantero      | Gilberth Solano | 65' |

| 19' (t.l.) · 32' · 80' | Josef Miso Mauricio Solís | 1:0 2:0 3:0 |

| 57' | Pablo Chinchilla |

| 57' | Try Benneth |

| Principal  | Édgar Durán |
| Asistentes | Leonel Leal |
|            | Édgar Mora  |

| -     | POR   | Ricardo González  |     |
|       | DEF   | Harold Wallace    |     |
|       | DEF   | Luis Marín        |     |
|       | DEF   | Javier Delgado    |     |
|       | DEF   | Pablo Chinchilla  |     |
|       | DEF   | Carlos Castro     |     |
|       | MED   | Mauricio Solís    |     |
|       | MED   | Wilmer López      |     |
|       | MED   | Steven Bryce      | 85' |
|       | DEL   | Erick Jiménez     | 62' |
|       | DEL   | Josef Miso        | 73' |
| D. T. | D. T. | Guilherme Farinha |     |

| -     | POR   | Hermidio Barrantes |     |
|       | DEF   | Robert Arias       |     |
|       | DEF   | Austin Berry       |     |
|       | DEF   | Leonardo González  | 65' |
|       | DEF   | Geovanny Jara      |     |
|       | MED   | Rodrigo Cordero    | 62' |
|       | MED   | Marcos Hernández   |     |
|       | MED   | Austin Makachia    |     |
|       | MED   | Floyd Guthrie      | 46' |
|       | DEL   | Bernard Mullins    |     |
|       | DEL   | Minor Díaz         |     |
| D. T. | D. T. | Odir Jacques       |     |

| - | Defensa        | Sandro Alfaro     | 62' |
|   | Centrocampista | Pablo Izaguirre   | 73' |
|   | Centrocampista | Luis Diego Arnáez | 85' |

| - | Defensa        | Try Benneth     | 46' |
|   | Centrocampista | Arnaldo Lopes   | 62' |
|   | Delantero      | Gilberth Solano | 65' |

| 19' (t.l.) · 32' · 80' | Josef Miso Mauricio Solís | 1:0 2:0 3:0 |

| 57' | Pablo Chinchilla |

| 57' | Try Benneth |

| Principal  | Édgar Durán |
| Asistentes | Leonel Leal |
|            | Édgar Mora  |

| -     | POR   | Ricardo González  |     |
|       | DEF   | Harold Wallace    |     |
|       | DEF   | Luis Marín        |     |
|       | DEF   | Javier Delgado    |     |
|       | DEF   | Pablo Chinchilla  |     |
|       | DEF   | Carlos Castro     |     |
|       | MED   | Mauricio Solís    |     |
|       | MED   | Wilmer López      |     |
|       | MED   | Steven Bryce      | 85' |
|       | DEL   | Erick Jiménez     | 62' |
|       | DEL   | Josef Miso        | 73' |
| D. T. | D. T. | Guilherme Farinha |     |

| -     | POR   | Hermidio Barrantes |     |
|       | DEF   | Robert Arias       |     |
|       | DEF   | Austin Berry       |     |
|       | DEF   | Leonardo González  | 65' |
|       | DEF   | Geovanny Jara      |     |
|       | MED   | Rodrigo Cordero    | 62' |
|       | MED   | Marcos Hernández   |     |
|       | MED   | Austin Makachia    |     |
|       | MED   | Floyd Guthrie      | 46' |
|       | DEL   | Bernard Mullins    |     |
|       | DEL   | Minor Díaz         |     |
| D. T. | D. T. | Odir Jacques       |     |

| - | Defensa        | Sandro Alfaro     | 62' |
|   | Centrocampista | Pablo Izaguirre   | 73' |
|   | Centrocampista | Luis Diego Arnáez | 85' |

| - | Defensa        | Try Benneth     | 46' |
|   | Centrocampista | Arnaldo Lopes   | 62' |
|   | Delantero      | Gilberth Solano | 65' |

| 19' (t.l.) · 32' · 80' | Josef Miso Mauricio Solís | 1:0 2:0 3:0 |

| 57' | Pablo Chinchilla |

| 57' | Try Benneth |

| Principal  | Édgar Durán |
| Asistentes | Leonel Leal |
|            | Édgar Mora  |

|                           |
| Campeón L. D. Alajuelense |
| 21° título                |

## Estadísticas

### Tabla de goleadores
Lista con los máximos anotadores de la temporada.
| Pos. | Jugador              | Equipo                     | Goles |
| ---- | -------------------- | -------------------------- | ----- |
| 1.º  | Minor Díaz           | C. S. Herediano            | 21    |
| 2.º  | Víctor Núñez         | A. D. Limonense            | 20    |
| 3.º  | Michael Myers        | Pérez Zeledón              | 19    |
| 4.º  | Whayne Wilson        | C. S. Cartaginés           | 17    |
| 5.º  | Juan Carlos Arguedas | C. S. Herediano            | 15    |
| 5.º  | Erick Jiménez        | L. D. Alajuelense          | 14    |
| 6.º  | Luis Martínez        | A. D. San Carlos           | 13    |
| 7.º  | Vicente Rocela       | Deportivo Saprissa         | 12    |
| 8.º  | Luis Quirós          | Santos de Guápiles         | 11    |
| 8.º  | Bill González        | Santos de Guápiles         | 11    |
| 8.º  | Rayner Robinson      | Deportivo Saprissa         | 11    |
| 8.º  | Kervin Lacey         | Deportivo Saprissa         | 11    |
| 8.º  | Hugo Soto            | A. D. Municipal Puntarenas | 11    |
| 8.º  | Bernard Mullins      | C. S. Herediano            | 11    |
| 14.º | Steven Bryce         | L. D. Alajuelense          | 10    |
| 14.º | Olman Oviedo         | A. D. Santa Bárbara        | 10    |
| 16.º | Carl Davis           | A. D. Carmelita            | 9     |
| 17.º | Winston Parks        | A. D. Limonense            | 8     |
| 17.º | André Luiz Vieira    | Deportivo Saprissa         | 8     |
| 17.º | Rolando Fonseca      | Deportivo Saprissa         | 8     |
| 17.º | Kenneth Vargas       | A. D. Santa Bárbara        | 8     |
| 17.º | Marvin Chinchilla    | Pérez Zeledón              | 8     |
| 22.º | Jeaustin Campos      | Deportivo Saprissa         | 7     |
| 22.º | Taylor Morales       | Pérez Zeledón              | 7     |
| 22.º | Heriberto Quirós     | L. D. Alajuelense          | 7     |
| 25.º | Edson Valente        | L. D. Alajuelense          | 6     |
| 25.º | Javier Delgado       | L. D. Alajuelense          | 6     |
| 25.º | Wilmer López         | L. D. Alajuelense          | 6     |
| 25.º | Elías Arias          | A. D. San Carlos           | 6     |
| 25.º | Wilberth Castro      | A. D. San Carlos           | 6     |
| 25.º | Alexander Víquez     | A. D. San Carlos           | 6     |
| 25.º | Johnny Cubero        | A. D. San Carlos           | 6     |
| 25.º | Alfredo Morales      | A. D. Municipal Osa        | 6     |
| 25.º | Johnny Mendoza       | A. D. Carmelita            | 6     |
| 25.º | Danilo Campos        | A. D. Santa Bárbara        | 6     |
| 25.º | Farlen Ilama         | Pérez Zeledón              | 6     |
| 25.º | Nicole Watson        | A. D. Limonense            | 6     |
| 25.º | Elvin Fonseca        | A. D. Municipal Puntarenas | 6     |

### Tabla de asistentes
Lista con los máximos asistentes de la temporada.
| Pos. | Jugador              | Equipo                     | Asistencias |
| ---- | -------------------- | -------------------------- | ----------- |
| 1.º  | Marcos Hernández     | C. S. Herediano            | 13          |
| 1.º  | Minor Díaz           | C. S. Herediano            | 13          |
| 3.º  | Rayner Robinson      | Deportivo Saprissa         | 11          |
| 3.º  | Wilmer López         | L. D. Alajuelense          | 11          |
| 5.º  | Carl Davis           | A. D. Carmelita            | 10          |
| 6.º  | Bill González        | Santos de Guápiles         | 9           |
| 6.º  | Harold Wallace       | L. D. Alajuelense          | 9           |
| 8.º  | Alejandro Sequeira   | Deportivo Saprissa         | 8           |
| 8.º  | Juan Carlos Arguedas | C. S. Herediano            | 8           |
| 8.º  | Erick Jiménez        | L. D. Alajuelense          | 8           |
| 8.º  | Pablo Izaguirre      | L. D. Alajuelense          | 8           |
| 8.º  | Cristian Portilla    | A. D. Municipal Osa        | 8           |
| 8.º  | Wilberth Castro      | A. D. San Carlos           | 8           |
| 14.º | Walter Centeno       | Deportivo Saprissa         | 7           |
| 14.º | Alonso Solís         | Deportivo Saprissa         | 7           |
| 14.º | Rodrigo Cordero      | C. S. Herediano            | 7           |
| 14.º | Farlen Ilama         | Pérez Zeledón              | 7           |
| 14.º | Steven Bryce         | L. D. Alajuelense          | 7           |
| 14.º | Hugo Soto            | A. D. Municipal Puntarenas | 7           |
| 20.º | André Luiz Vieira    | Deportivo Saprissa         | 6           |
| 20.º | Carlos Quirós        | Santos de Guápiles         | 6           |
| 20.º | Elvin Fonseca        | A. D. Municipal Puntarenas | 6           |
| 20.º | Kenneth Vargas       | A. D. Santa Bárbara        | 6           |
| 20.º | Taylor Morales       | Pérez Zeledón              | 6           |
| 20.º | Trino de la O        | A. D. Limonense            | 6           |
| 20.º | Leonardo Moreira     | C. S. Cartaginés           | 6           |